# Sandro Franchina
Sandro Franchina (* 25. September 1939 in Rom; † 22. Februar 1998 in Paris) war ein italienischer Dokumentarfilmer.

## Leben
Franchina ist der Sohn des Bildhauers Nino Franchina und Neffe des futuristischen Malers Gino Severini. Bereits als Kind spielte er in Roberto Rossellinis Europa '51. Später besuchte er das Centro Sperimentale di Cinematografia; zahlreiche bedeutende Künstler waren in seinem Bekannten- und Freundeskreis. Neben Marco Bellocchio sammelte er erste Erfahrungen als Ko-Regisseur kurzer Filme und konzentrierte sich dann auf Dokumentarfilme. Herausragende Beispiele sind der vor Ort entstandene Israele Immagini und ein über lange Jahre entstandenes Porträt seines Onkels. 1966 wagte er einen Ausflug zum Spielfilm. Mit Morire gratis, in dem der mit Franchina befreundete Maler Franco Angeli die Hauptrolle interpretierte, schuf er ein Road-Movie, das zur Zeit seiner Erstaufführung von Verleihern wie Kritikern kaum beachtet und erst nach seinem Tod als bemerkenswerter Beitrag voller Ironie und Experimentierfreude wahrgenommen wurde. In den 1990er Jahren entstanden weitere Dokumentationen, darunter sein letzter, mit seinem Freund Jean Rouch zusammen realisierter Ciné-poèmes, eine Reihe von den Gedichten Paul Forts beeinflusster Filme.

## Filmografie (Auswahl)
- 1964: Israele Immagini (Dokumentarfilm)
- 1966: Morire gratis
- 1974: Gino Severini (Dokumentarfilm)
- 1997: Ciné-poèmes (Dokumentarfilmreihe)